# Football Club Ajax Lasnamäe
Il Football Club Ajax Lasnamäe, meglio noto come Ajax Lasnamäe, è una società calcistica estone di Tallinn, con sede nel distretto periferico di Lasnamäe. milita in II Liiga B, la quinta divisione del calcio estone.

## Storia
Fondato nel 1993 come Lasnamäe Jalgpalliklubi, la prima partecipazione al campionato estone risale alla stagione 1996-1997, in cui disputò la II Liiga. L'esordio in Esiliiga avvenne nel 2003 e per due anni la squadra giocò col nome di Football Club Estel Tallinn.
Nel 2005 prese la corrente denominazione di Football Club Ajax Lasnamäe. Arrivò terzo in campionato e, con la vittoria allo spareggio contro il Kuressaare, riuscì a conquistare la sua prima promozione in Meistriliiga.
Nel campionato 2006 ottenne la salvezza classificandosi ottavo, ma l'anno successivo chiuse al decimo e ultimo posto al termine di una stagione disastrosa in cui raccolse solo 5 punti e con una differenza reti di -139.
Dopo tre anni in Esiliiga, conseguì un'altra promozione in prima serie nella stagione 2010, ma nel campionato 2011 si classificò nuovamente all'ultimo posto con una differenza reti di -169 e soli 4 punti, record negativo della Meistriliiga a girone unico (durato fino al 2016, anno del Tarvas Rakvere ultimo con 3 punti).
Nella stagione successiva l'Ajax non si iscrisse in Esiliiga e ripartì dalla II Liiga, categoria che ha mantenuto negli ultimi anni senza risultati di rilievo, a parte un terzo posto nella stagione 2016.
A fine 2017, nonostante il quinto posto in classifica, viene ripescato in Esiliiga B. La terza serie però si rivela molto complicata per l'Ajax che non riesce mai a schiodarsi dalla zona retrocessione e termina il campionato al penultimo posto con 16 punti. Evita la retrocessione diretta per la rinuncia del Santos Tartu a partecipare all'Esiliiga, ma allo spareggio play-out viene nettamente sconfitto dal Tabasalu (1-7 tra andata e ritorno) e ridiscende in II Liiga.
Nel girone Nord/Est di II Liiga si piazza per tre anni in bassa classifica: 11° nel 2019, 12° nel 2020 e 13° nel 2021. Nel 2022 viene spostato nel girone Sud/Ovest, ma i risultati sono pressoché invariati con l'11º posto finale.
Nel 2023 ritorna nel girone Nord/Est ed è ancora 11°. Nel 2024 invece vive una stagione tribolata in cui ottiene soltanto 6 punti (una vittoria e tre pareggi) e si classifica in ultima posizione.

## Cronistoria
| Stagione | Serie    | Pos | G  | V  | N | P  | GF  | GS  | DR   | Punti | Capocannoniere                   |
| -------- | -------- | --- | -- | -- | - | -- | --- | --- | ---- | ----- | -------------------------------- |
| 1996/97  | II.L     | 4   | 10 | 4  | 2 | 4  | 13  | 18  | –5   | 14    | ?                                |
| 1997/98  | II.L     | 5   | 12 | 3  | 4 | 5  | 25  | 27  | –2   | 13    | Sergei Dmitrijev (8)             |
| 1998     | III.N    | 1   | 10 | 9  | 0 | 1  | 44  | 8   | +36  | 27    | Sergei Dmitrijev (13)            |
| 1999     | II.L     | 5   | 20 | 7  | 3 | 10 | 26  | 42  | –16  | 24    | Sergei Dmitrijev (6)             |
| 2000     | III.N    | 5   | 20 | 5  | 0 | 15 | 19  | 67  | –48  | 15    | Sergei Tasso (7)                 |
| 2001     | III.N    | 2   | 18 | 13 | 2 | 3  | 61  | 32  | +29  | 41    | Vladislav Makarov (12)           |
| 2002     | II.E/N   | 1   | 20 | 20 | 0 | 0  | 118 | 12  | +106 | 60    | Aleksei Titov (41)               |
| 2003     | EL       | 4   | 28 | 13 | 5 | 10 | 69  | 45  | +24  | 44    | Aleksei Titov (29)               |
| 2004     | EL       | 6   | 28 | 10 | 2 | 16 | 66  | 66  | 0    | 32    | Aleksei Titov (14)               |
| 2005     | EL       | 3   | 36 | 23 | 8 | 5  | 111 | 30  | +81  | 77    | Nikita Andreev (29)              |
| 2006     | ML       | 8   | 36 | 6  | 7 | 23 | 35  | 104 | –69  | 25    | Maksim Rõtškov (7)               |
| 2007     | ML       | 10  | 36 | 1  | 2 | 33 | 14  | 153 | –139 | 5     | Ivan O'Konnel-Bronin (4)         |
| 2008     | EL       | 9   | 36 | 8  | 9 | 19 | 59  | 79  | –20  | 33    | Pavel Iljuhhin, Sergei Tasso (9) |
| 2009     | EL       | 4   | 36 | 20 | 4 | 12 | 75  | 53  | +22  | 64    | Šahrijar Abdullajev (15)         |
| 2010     | EL       | 3   | 36 | 20 | 9 | 7  | 71  | 38  | +33  | 69    | Sergei Tasso (24)                |
| 2011     | ML       | 10  | 36 | 0  | 4 | 32 | 11  | 192 | –181 | 4     | Sergei Tasso (5)                 |
| 2012     | II E/N   | 7   | 8  | 3  | 1 | 4  | 15  | 13  | +2   | 10    | Konstantin Televinov (9)         |
| 2013     | II E/N   | 6   | 24 | 10 | 7 | 7  | 69  | 46  | +23  | 37    | Sergei Tasso (25)                |
| 2014     | II E/N   | 8   | 26 | 11 | 2 | 3  | 62  | 52  | +10  | 35    | Sergei Tasso (20)                |
| 2015     | II E/N   | 12  | 26 | 5  | 6 | 15 | 42  | 63  | -21  | 21    | Sergei Tasso (14)                |
| 2016     | II E/N   | 3   | 26 | 15 | 6 | 5  | 55  | 38  | +17  | 51    | Konstantin Potapov (17)          |
| 2017     | II E/N   | 5   | 26 | 14 | 3 | 9  | 68  | 67  | +1   | 45    | Jevgeni Merkurjev (19)           |
| 2018     | EL B     | 9   | 36 | 4  | 4 | 28 | 35  | 135 | -100 | 16    | Jevgeni Merkurjev (6)            |
| 2019     | II E/N   | 11  | 26 | 8  | 3 | 15 | 50  | 77  | -27  | 27    | Andrei Kobjakov (15)             |
| 2020     | II E/N   | 12  | 26 | 6  | 6 | 14 | 50  | 76  | -26  | 24    | Arvidas Pankevitšjus (15)        |
| 2021     | II E/N   | 13  | 23 | 4  | 2 | 17 | 29  | 79  | -50  | 14    | Andrei Kobjakov (8)              |
| 2022     | II S/O   | 11  | 26 | 7  | 2 | 17 | 38  | 95  | -57  | 23    | Andrei Kobjakov (8)              |
| 2023     | II E/N   | 11  | 26 | 7  | 3 | 16 | 49  | 77  | -48  | 24    | Igor Glubinski (12)              |
| 2024     | II E/N   | 14  | 26 | 1  | 3 | 22 | 28  | 132 | -104 | 6     | Andrei Kobjakov (6)              |
| 2025     | II B E/S |     |    |    |   |    |     |     |      |       |                                  |

## Palmarès

### Competizioni nazionali
- II Liiga: 1

2002

### Altri piazzamenti
- Coppa di Estonia:

Semifinalista: 2010-2011
- Esiliiga:

Terzo posto: 2005, 2010
- II Liiga:

Promozione: 2017

## Statistiche

### Partecipazione ai campionati
| Livello | Categoria    | Partecipazioni | Debutto | Ultima stagione | Totale |
| ------- | ------------ | -------------- | ------- | --------------- | ------ |
| 1º      | Meistriliiga | 3              | 2006    | 2011            | 3      |
| 2º      | Esiliiga     | 6              | 2003    | 2010            | 6      |
| 3º      | II Liiga     | 5              | 1996-97 | 2012            | 6      |
| 3º      | Esiliiga B   | 1              | 2018    | 2018            | 6      |
| 4º      | III Liiga    | 3              | 1998    | 2001            | 14     |
| 4º      | II Liiga     | 11             | 2013    | 2024            | 14     |
| 5º      | II Liiga B   | 1              | 2025    | 2025            | 1      |